# Анастас Тотев
Анастас Юрданов Тотев е български икономист, работил главно в областта на демографията. Той е роден през 1906 година в Габрово. През 1929 година завършва земеделска икономика, след което защитава магистратура и докторат в Корнелския и Харвардския университет. След завръщането си в България дълги години преподава статистика в Софийския университет „Свети Климент Охридски“ и Висшия икономически институт „Карл Маркс“. Преподавал е и по много други дисциплини в Юридическия, Агрономо-лесовъдния, Геолого-географския, Биологическия, Стопанския факултети на Софийския университет, Икономическия, Строително-архитектурния институти и Военната академия. Публикувал над 700 научни труда. Умира през 2000 година.